# Frankie O’Dell
Frankie O’Dell (* September 1971 in Denver, Colorado) ist ein professioneller US-amerikanischer Pokerspieler. Er ist dreifacher Braceletgewinner der World Series of Poker.

## Pokerkarriere

### Werdegang
O’Dell lebt in Downey. Seine erste Geldplatzierung bei einem Live-Turnier erzielte er Anfang August 1997 in Los Angeles. Im selben Monat gewann der Amerikaner ein Turnier des Hall of Fame Poker Classic im Binion’s Horseshoe in Las Vegas und erhielt eine Siegprämie von 42.000 US-Dollar. Ende April 1999 war er an gleicher Stelle erstmals bei der World Series of Poker (WSOP) erfolgreich und kam bei einem Turnier der Variante Limit Hold’em in die Geldränge. Bei der WSOP 2003 gewann O’Dell ein Event in Omaha Hi-Lo und sicherte sich ein Bracelet sowie den Hauptpreis von mehr als 130.000 US-Dollar. Ende August 2006 erreichte er beim Main Event der World Poker Tour in Los Angeles den Finaltisch und belegte den mit rund 775.000 US-Dollar dotierten zweiten Platz. Bei der mittlerweile im Rio All-Suite Hotel and Casino am Las Vegas Strip ausgespielten WSOP 2007 setzte sich O’Dell Ende Juni 2007 erneut in der Variante Omaha Hi-Lo durch und erhielt über 240.000 US-Dollar sowie sein zweites Bracelet. Bei der WSOP 2018 saß er an zwei Finaltischen, die ihm Preisgelder von mehr als 100.000 US-Dollar einbrachten. Sein drittes Bracelet gewann O’Dell im Juni 2019 bei der Omaha Hi-Lo 8 or Better Championship der WSOP 2019, wofür er eine Siegprämie von knapp 450.000 US-Dollar erhielt.
Insgesamt hat sich O’Dell mit Poker bei Live-Turnieren mehr als 3 Millionen US-Dollar erspielt.

### Braceletübersicht
O’Dell kam bei der WSOP 32-mal ins Geld und gewann drei Bracelets:
| Jahr | Buy-in (in $) | Turnier                 | Teilnehmer | Preisgeld (in $) |
| ---- | ------------- | ----------------------- | ---------- | ---------------- |
| 2003 | 01.500        | Limit Omaha Hi-Lo       | 259        | 133.760          |
| 2007 | 02.000        | Omaha Hi-Lo             | 534        | 240.057          |
| 2019 | 10.000        | Omaha Hi-Lo 8 or Better | 183        | 443.641          |